# Kanazoé Frères
Kanazoé Frères, vormals OK – Entreprise Oumarou Kanazoé ist der größte Baukonzern im westafrikanischen Staat Burkina Faso.

## Entwicklung und Tätigkeiten des Unternehmens
OK wurde 1973 vom Unternehmer Oumarou Kanazoé als Bauunternehmen gegründet. Kanazoé war alleiniger Eigentümer und stand bis zu seinem Tod dem Unternehmen als geschäftsleitender Direktor vor. Seit dem Tod des Gründers führen einige seiner Söhne das Unternehmen. 2012 wurde das Unternehmen in Kanazoé Frères umbenannt.

Das alte Firmenlogo, das auch heute noch oft in Burkina Faso zu sehen ist

Ein großer Teil der burkinischen Infrastruktur – namentlich Brücken, Straßen und Stauseen – wurden ganz oder zumindest teilweise durch OK erbaut. Seit den 1980er Jahren ist OK auch in anderen Ländern Westafrikas aktiv, seit den 1990er Jahren ist das Unternehmen auch zunehmend im Immobiliensektor tätig. Im Jahr 2003 gewann OK die Ausschreibung für die Instandsetzung des Straßenverkehrsnetzes im Rahmen des Urban Environment Project der Weltbank.
2004 stand OK mehrere Monate lang aufgrund von Differenzen zu Lohnzahlungen und zur Leistung von Abgangsentschädigungen mit Hunderten von Arbeitern in den Schlagzeilen der lokalen Presse. Der Streit konnte Ende 2004 dann dank der Mediation durch das Mouvement burkinabé des droits de l’homme et des peuples (MBDHP) außergerichtlich beigelegt werden.